# Krzysztof Orłowski
Krzysztof Orłowski (ur. 19 stycznia 1950 w Świdnicy) – polski klawiszowiec, kompozytor, aranżer.

## Życiorys
Absolwent wychowania muzycznego i nauczania początkowego na Wydziale Filozoficzno-Historycznym Uniwersytetu Wrocławskiego. W latach 1968–1969 był organistą oleśnickiej Grupy Hej! z którą w listopadzie 1969 roku wystąpił na I I OFAB w Kaliszu. W latach 1971–1973 był członkiem Big Bandu Wrocław z którym koncertował w kraju i za granicą. Następnie współpracował z wrocławskimi zespołami rockowymi Nurt (1973-1974) (flet poprzeczny, instrumenty perkusyjne) i Romuald & Roman (1975-1977, 2001) (flet, pianino Fender Rhodes, instrumenty perkusyjne). Wielokrotnie uczestniczył w festiwalu Jazz nad Odrą, grając z: Big Bandem Wrocław (1974), z Kwartetem Pawła Tabaki (1975) i ze Świadectwem Dojrzałości (I miejsce w 1977; 1994), gdzie grał na pianinie Fendera i na syntezatorze. W 1976 roku towarzyszył na estradzie także grupie wokalnej Partita i kabaretowi Salon Niezależnych. W 1979 występował z zespołem Perfect i Anną Jantar w Stanach Zjednoczonych. Współpracował z wieloma polskimi wykonawcami, a byli to m.in.: Grażyna Łobaszewska, Irena Jarocka, Maryla Rodowicz, Izabela Trojanowska, Andrzej Dąbrowski, Andrzej Zaucha, Zbigniew Wodecki czy Bogusław Mec. Posiada własne studio nagraniowe, gdzie zajmuje się realizacją nagrań, a także produkcją wideo. W 2006 roku nagrał i wydał autorski album własnego projektu muzycznego pod nazwą Gitana, zatytułowany Electric eclectic z muzyką z pogranicza muzyki klasycznej, jazzu i muzyki pop. W nagraniu płyty wzięli udział gościnnie: Mfa Kera (śpiew), Janusz Szrom (śpiew), Adam Bałdych (skrzypce), Krzysztof Ścierański (gitara basowa), Tomasz Grabowy (gitara basowa) i Miłosz Rutkowski (wibrafon).